# Vương thất Đan Mạch

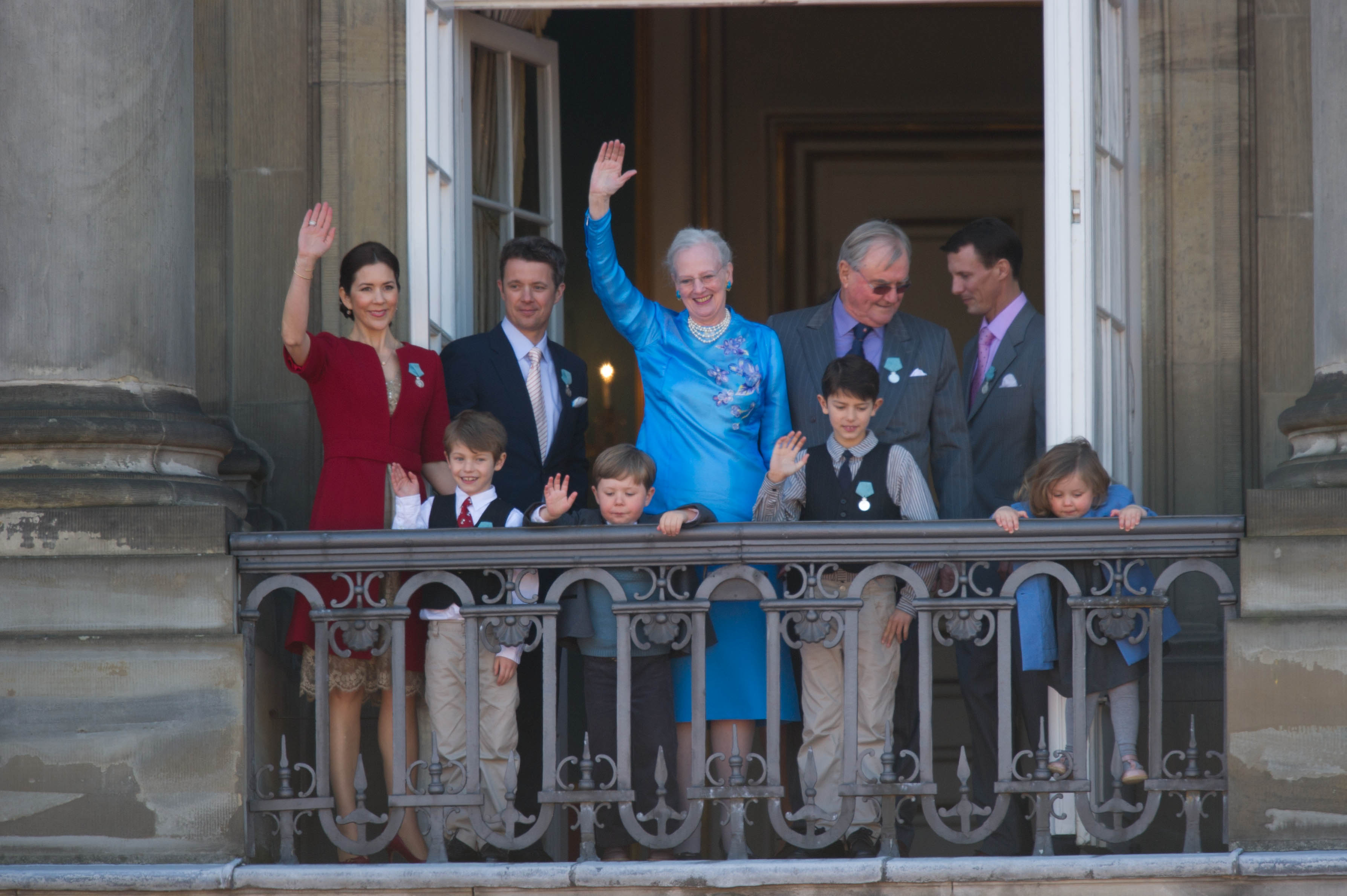
Vương thất Đan Mạch tại sinh nhật lần thứ 70 của Nữ vương Margrethe II (nay Thái thượng vương Margrethe), ngày 16 tháng 4 năm 2010. Từ trái sang: (hàng trước) Bá Tước Felix, Vương thái tử Christian, Nikolai, Vương nữ Isabella, (hàng sau) Vương Hậu Mary, Quốc vương Frederik X, Thái Thượng Vương Margrethe II, Vương phu Henrik và Vương tử Joachim

Vương thất Đan Mạch bao gồm các thành viên thuộc gia đình của Nữ vương đang tại vị. Tất cả các thành viên của Vương thất Đan Mạch, ngoại trừ Nữ vương Margrethe II, đều được mang tước vị Vương tử/Vương nữ Đan Mạch. Hậu duệ của Nữ vương hoặc của người kế vị sẽ được mang danh hiệu His/Her Royal Highness; trong khi đó, các thành viên còn lại của hoàng tộc sẽ được mang danh hiệu His/Her Highness. Riêng Nữ vương sẽ được mang danh hiệu Her Majesty.
Nữ vương và các anh chị em ruột của Người đều là những thành viên của vương tộc Glücksburg – một nhánh của vương tộc Oldenburg. Theo Sắc lệnh Vương thất ban hành ngày 16 tháng 4 năm 2008, các con và các hậu duệ dòng nam của Nữ vương thuộc dòng họ de Laborde de Monpezat đều được ban tước hiệu Bá tước/Nữ Bá tước xứ Monpezat.
Vương thất Đan Mạch nhận được tỷ lệ ủng hộ của thần dân khá cao, nằm trong khoảng từ 82% – 92%.

## Thành viên
Các thành viên hiện tại của Vương thất Đan Mạch gồm:
- Quốc vương Frederik X and Vương hậu Mary (Quốc vương và Vương hậu)
  - Vương thái tử Christian (Con trai Quốc vương)
  - Vương nữ Isabella (Con gái Quốc vương)
  - Vương tử Vincent (Con trai Quốc vương)
  - Vương nữ Josephine (Con gái Quốc vương)
- Thái thượng vương Margrethe (Mẹ Quốc vương)
  - Vương tử Joachim and Vương tức Marie (the King's brother and sister-in-law)
    - Nikolai, Bá tước của Monpezat (cháu gọi bác của Quốc vương)
    - Felix, Bá tước của Monpezat (cháu gọi bác của Quốc vương)
    - Henrik, Bá tước của Monpezat (cháu gọi bác của Quốc vương)
    - Athena, Nữ bá tước của Monpezat (cháu gọi bác của Quốc vương)
- Vương nữ Benedikte (Dì Quốc vương)
- Vương hậu Anne-Marie của Hy Lạp (Dì Quốc vương)

### Thành viên cũ
- HE Nữ Bá tước Alexandra của Frederiksborg (vợ trước của Vương tử Joachim)

Nữ Bá tước Alexandra của Frederiksborg, vợ trước của Vương tử Joachim – con trai thứ của Nữ vương Margrethe II – đã bị tước đi kính xưng Royal Highness, thay vào đó là kính xưng thấp hơn Highness sau khi bà này ly hôn Vương tử Joachim vào năm 2005. Tước vị lúc bấy giờ của Alexandra là HH Vương tức Alexandra của Đan Mạch – một tước hiệu sẽ mất đi nếu như bà này tái hôn. Trong thời gian này, bà vẫn còn là một Vương phi Đan Mạch, và do vậy, bà cũng vẫn còn là một thành viên của Vương phi Đan Mạch. Năm 2005, Nữ vương Margrethe II đã ban thêm cho bà tước hiệu Grevinde af Frederiksborg (Nữ Bá tước của Frederiksborg) – một tước hiệu cá nhân và sẽ không bị mất đi khi bà này tái hôn. Ngày 3 tháng 3 năm 2007, sau khi tái hôn với một nhiếp ảnh gia, bà bị tước đi danh hiệu Highness cũng như tước vị Vương tức Đan Mạch. Ngoài ra, bà cũng không còn là thành viên của Vương thất Đan Mạch nữa (mặc dù bà vẫn nhận được tiền trợ cấp mỗi tháng từ gia đình vương gia). Thay vào đó, tước hiệu chính thức của bà sẽ là Her Excellency Nữ Bá tước của Frederiksborg.

### Vương thất Hy Lạp
Theo Mệnh lệnh của Nội các Vương thất ban hành năm 1774, và với tư cách là những hậu duệ dòng nam của Vua Georgios I của Hy Lạp – con trai của Vua Christian IX của Đan Mạch, người vẫn được giữ lại tước vị Vương tử Đan Mạch sau khi lên ngôi Hoàng đế Hy Lạp vào năm 1863 – hầu hết các thành viên của Vương thát Hy Lạp cũ đều được giữ lại tước vị Vương tử/Vương nữ của Hy Lạp và Đan Mạch cùng với danh hiệu His/Her Highness. Cho đến trước năm 1953, các hậu duệ dòng nam của Vua Georgios I vẫn còn được liệt kê trong danh sách kế vị ngai vàng vương thất Đan Mạch. Tuy nhiên, đến năm 1953, Đạo luật kế vị mới được ban hành đã giới hạn số lượng người được kế vị ngai vàng Đan Mạch chỉ còn những thành viên vương tộc thân cận với Đức vua. Thế nhưng, không có Đạo luật nào của Đan Mạch yêu cầu phải xoá bỏ tước vị của những người hậu duệ dòng xa này.
Bên cạnh đó, có ba thành viên của Vương thất Hy Lạp được biết đến là không mang tước vị Vương tử/Vương nữ Đan Mạch cùng danh hiệu His/Her Highness:
- Marina, vợ của Vương tử Michael của Hy Lạp và Đan Mạch
  - Công chúa Alexandra, Bà Mirzayantz
  - HRH Công chúa Olga, Nữ Công tước của Apulia

Hai thành viên vương thất dưới đây (là vợ/chồng của các nhà quân chủ hiện nay) đã từng được sinh ra với tước vị Vương tử/Vương nữ của Hy Lạp và Đan Mạch, mặc dù họ không phải là hậu duệ của cựu vương Konstantinos II và Vương hậu Anne-Marie:
- HM Sophia, Vương hậu Tây Ban Nha (chị gái của cựu vương Konstantinos II)
- HRH Vương tế Philip, Công tước xứ Edinburgh (con trai của Vương tử Andreas của Hy Lạp và Đan Mạch và Vương tức Alice của Hy Lạp và Đan Mạch, cháu trai của Vua Georgios I của Hy Lạp)

### Vương thất Na Uy
Các thành viên Vương thất Na Uy đều là những hậu duệ dòng nam của Vua Frederik VIII của Đan Mạch – ông cố của Nữ vương Margrethe II. Giống như chú của mình là Georgios I của Hy Lạp, Vương tử Carl của Đan Mạch – con trai thứ của Vua Frederik VIII – đã được chọn để trở thành nhà quân chủ mới của Na Uy, và được biết đến là Vua Haakon VII của Na Uy. Cũng giống như các thành viên của Vương thất Hy Lạp, các thành viên của Vương thất Na Uy cũng không còn được quyền kế vị ngai vàng của Vương quốc Đan Mạch. Tuy nhiên, khác với các thành viên của Vương thất Hy Lạp, các thành viên của Vương thát Na Uy không còn được mang tước vị Vương tử/Vương nữ Đan Mạch kể từ khi Vua Haakon VII lên ngôi năm 1905.

### Bá tước và Nữ Bá tước của Rosenborg
Những vương tử Đan Mạch sẽ bị mất tước vị cũng như các quyền vương thất của mình nếu kết hôn mà không có sự đồng ý của nhà quân chủ Đan Mạch. Những vương tử đó thường sẽ được ban cho tước hiệu "Bá tước của Rosenborg":
- Bá tước Ingolf và Nữ Bá tước Sussie của Rosenborg (em họ của Nữ vương Margrethe II và vợ)
  - Nữ bá tước Camilla, Nữ Bá tước Josephine, và Nữ Bá tước Feodora của Rosenborg (các con gái của cố Bá tước Christian, em họ của Nữ vương Margrethe II)
- Bá tước Ulrik và Nữ Bá tước Judi của Rosenborg (em họ của Nữ vương Margrethe II và vợ)
  - Bá tước Philip của Rosenborg (con trai của Bá tước Ulrik)
  - Nữ Bá tước Katharina của Rosenborg (con gái của Bá tước Ulrik)
- Nữ Bá tước Charlotte của Rosenborg (em họ của Nữ vương Margrethe II)
- Bá tước Axel và Nữ Bá tước Jutta của Rosenborg (con trai của Bá tước Flemming và vợ)
  - Bá tước Carl Johan và Bá tước Alexander của Rosenborg (con trai của Bá tước Axel)
  - Nữ Bá tước Julie và Nữ Bá tước Désirée của Rosenborg (con gái của Bá tước Axel)
- Bá tước Birger và Nữ Bá tước Lynne của Rosenborg (con trai của Bá tước Flemming và vợ)
  - Nữ Bá tước Benedikte của Rosenborg (con gái của Bá tước Birger)
- Bá tước Carl Johan và Nữ Bá tước Lisa Jeanne của Rosenborg (con trai của Bá tước Flemming và vợ)
  - Nữ Bá tước Caroline và Nữ Bá tước Josefine của Rosenborg (các con gái của Bá tước Carl Johan)
- Nữ Bá tước Désirée của Rosenborg (con gái của Bá tước Flemming)
- Nữ Bá tước Karin của Rosenborg (vợ của cố Bá tước Christian – em họ của Nữ hoàng Margrethe II)
  - Bá tước Valdemar của Rosenborg (con trai của Bá tước Christian)
    - Bá tước Nicolai của Rosenborg (con trai của Bá tước Valdemar)
    - Nữ Bá tước Marie của Rosenborg (con gái của Bá tước Valdemar)

  - Nữ Bá tước Marina của Rosenborg (con gái của Bá tước Christian)

### Cây phả hệ
|                         |                         |                         |                         |                         |                         |                 |                 |                   |                   |                   |                   |                   |                   |                  |                  |                  |                  |                  |                  |                  |                  |  |  |                                          |                                          |                                          |                                          | Vua Christian X                          | Vua Christian X                          | Vua Christian X | Vua Christian X | Vua Christian X    | Vua Christian X    |                    |                    | Vương hậu Alexandrine                                     | Vương hậu Alexandrine                                     | Vương hậu Alexandrine                                     | Vương hậu Alexandrine                                     | Vương hậu Alexandrine                                     | Vương hậu Alexandrine                                     |               |               |                  |                  |                  |                  |                                |                                |                                |                                |                                |                                |                  |                  |                         |                         |                         |                         |                         |                         |                  |                  |                        |                        |                        |                        |                                   |                                   |                                   |                                   |                                   |                                   |                               |                               |                                                  |                                                  |                                                  |                                                  |                                                  |                                                  |                              |                              |                              |                              |  |  |                                 |                                 |                                 |                                 |                                 |                                 |  |  |
|                         |                         |                         |                         |                         |                         |                 |                 |                   |                   |                   |                   |                   |                   |                  |                  |                  |                  |                  |                  |                  |                  |  |  |                                          |                                          |                                          |                                          | Vua Christian X                          | Vua Christian X                          | Vua Christian X | Vua Christian X | Vua Christian X    | Vua Christian X    |                    |                    | Vương hậu Alexandrine                                     | Vương hậu Alexandrine                                     | Vương hậu Alexandrine                                     | Vương hậu Alexandrine                                     | Vương hậu Alexandrine                                     | Vương hậu Alexandrine                                     |               |               |                  |                  |                  |                  |                                |                                |                                |                                |                                |                                |                  |                  |                         |                         |                         |                         |                         |                         |                  |                  |                        |                        |                        |                        |                                   |                                   |                                   |                                   |                                   |                                   |                               |                               |                                                  |                                                  |                                                  |                                                  |                                                  |                                                  |                              |                              |                              |                              |  |  |                                 |                                 |                                 |                                 |                                 |                                 |  |  |
|                         |                         |                         |                         |                         |                         |                 |                 |                   |                   |                   |                   |                   |                   |                  |                  |                  |                  |                  |                  |                  |                  |  |  |                                          |                                          |                                          |                                          |                                          |                                          |                 |                 |                    |                    |                    |                    |                                                           |                                                           |                                                           |                                                           |                                                           |                                                           |               |               |                  |                  |                  |                  |                                |                                |                                |                                |                                |                                |                  |                  |                         |                         |                         |                         |                         |                         |                  |                  |                        |                        |                        |                        |                                   |                                   |                                   |                                   |                                   |                                   |                               |                               |                                                  |                                                  |                                                  |                                                  |                                                  |                                                  |                              |                              |                              |                              |  |  |                                 |                                 |                                 |                                 |                                 |                                 |  |  |
|                         |                         |                         |                         |                         |                         |                 |                 |                   |                   |                   |                   |                   |                   |                  |                  |                  |                  |                  |                  |                  |                  |  |  |                                          |                                          |                                          |                                          |                                          |                                          |                 |                 |                    |                    |                    |                    |                                                           |                                                           |                                                           |                                                           |                                                           |                                                           |               |               |                  |                  |                  |                  |                                |                                |                                |                                |                                |                                |                  |                  |                         |                         |                         |                         |                         |                         |                  |                  |                        |                        |                        |                        |                                   |                                   |                                   |                                   |                                   |                                   |                               |                               |                                                  |                                                  |                                                  |                                                  |                                                  |                                                  |                              |                              |                              |                              |  |  |                                 |                                 |                                 |                                 |                                 |                                 |  |  |
|                         |                         |                         |                         | Vua Frederik IX         | Vua Frederik IX         | Vua Frederik IX | Vua Frederik IX | Vua Frederik IX   | Vua Frederik IX   |                   |                   | Hoàng hậu Ingrid  | Hoàng hậu Ingrid  | Hoàng hậu Ingrid | Hoàng hậu Ingrid | Hoàng hậu Ingrid | Hoàng hậu Ingrid |                  |                  |                  |                  |  |  |                                          |                                          |                                          |                                          |                                          |                                          |                 |                 |                    |                    |                    |                    |                                                           |                                                           |                                                           |                                                           |                                                           |                                                           |               |               |                  |                  |                  |                  |                                |                                |                                |                                |                                |                                |                  |                  |                         |                         |                         |                         |                         |                         |                  |                  |                        |                        |                        |                        | Knud, Hoàng tử kế vị của Đan Mạch | Knud, Hoàng tử kế vị của Đan Mạch | Knud, Hoàng tử kế vị của Đan Mạch | Knud, Hoàng tử kế vị của Đan Mạch | Knud, Hoàng tử kế vị của Đan Mạch | Knud, Hoàng tử kế vị của Đan Mạch |                               |                               | Caroline-Mathilde, Công nương kế vị của Đan Mạch | Caroline-Mathilde, Công nương kế vị của Đan Mạch | Caroline-Mathilde, Công nương kế vị của Đan Mạch | Caroline-Mathilde, Công nương kế vị của Đan Mạch | Caroline-Mathilde, Công nương kế vị của Đan Mạch | Caroline-Mathilde, Công nương kế vị của Đan Mạch |                              |                              |                              |                              |  |  |                                 |                                 |                                 |                                 |                                 |                                 |  |  |
|                         |                         |                         |                         | Vua Frederik IX         | Vua Frederik IX         | Vua Frederik IX | Vua Frederik IX | Vua Frederik IX   | Vua Frederik IX   |                   |                   | Hoàng hậu Ingrid  | Hoàng hậu Ingrid  | Hoàng hậu Ingrid | Hoàng hậu Ingrid | Hoàng hậu Ingrid | Hoàng hậu Ingrid |                  |                  |                  |                  |  |  |                                          |                                          |                                          |                                          |                                          |                                          |                 |                 |                    |                    |                    |                    |                                                           |                                                           |                                                           |                                                           |                                                           |                                                           |               |               |                  |                  |                  |                  |                                |                                |                                |                                |                                |                                |                  |                  |                         |                         |                         |                         |                         |                         |                  |                  |                        |                        |                        |                        | Knud, Hoàng tử kế vị của Đan Mạch | Knud, Hoàng tử kế vị của Đan Mạch | Knud, Hoàng tử kế vị của Đan Mạch | Knud, Hoàng tử kế vị của Đan Mạch | Knud, Hoàng tử kế vị của Đan Mạch | Knud, Hoàng tử kế vị của Đan Mạch |                               |                               | Caroline-Mathilde, Công nương kế vị của Đan Mạch | Caroline-Mathilde, Công nương kế vị của Đan Mạch | Caroline-Mathilde, Công nương kế vị của Đan Mạch | Caroline-Mathilde, Công nương kế vị của Đan Mạch | Caroline-Mathilde, Công nương kế vị của Đan Mạch | Caroline-Mathilde, Công nương kế vị của Đan Mạch |                              |                              |                              |                              |  |  |                                 |                                 |                                 |                                 |                                 |                                 |  |  |
|                         |                         |                         |                         |                         |                         |                 |                 |                   |                   |                   |                   |                   |                   |                  |                  |                  |                  |                  |                  |                  |                  |  |  |                                          |                                          |                                          |                                          |                                          |                                          |                 |                 |                    |                    |                    |                    |                                                           |                                                           |                                                           |                                                           |                                                           |                                                           |               |               |                  |                  |                  |                  |                                |                                |                                |                                |                                |                                |                  |                  |                         |                         |                         |                         |                         |                         |                  |                  |                        |                        |                        |                        |                                   |                                   |                                   |                                   |                                   |                                   |                               |                               |                                                  |                                                  |                                                  |                                                  |                                                  |                                                  |                              |                              |                              |                              |  |  |                                 |                                 |                                 |                                 |                                 |                                 |  |  |
|                         |                         |                         |                         |                         |                         |                 |                 |                   |                   |                   |                   |                   |                   |                  |                  |                  |                  |                  |                  |                  |                  |  |  |                                          |                                          |                                          |                                          |                                          |                                          |                 |                 |                    |                    |                    |                    |                                                           |                                                           |                                                           |                                                           |                                                           |                                                           |               |               |                  |                  |                  |                  |                                |                                |                                |                                |                                |                                |                  |                  |                         |                         |                         |                         |                         |                         |                  |                  |                        |                        |                        |                        |                                   |                                   |                                   |                                   |                                   |                                   |                               |                               |                                                  |                                                  |                                                  |                                                  |                                                  |                                                  |                              |                              |                              |                              |  |  |                                 |                                 |                                 |                                 |                                 |                                 |  |  |
| Vương phu Henri         | Vương phu Henri         | Vương phu Henri         | Vương phu Henri         | Vương phu Henri         | Vương phu Henri         |                 |                 | Nữ vương          | Nữ vương          | Nữ vương          | Nữ vương          | Nữ vương          | Nữ vương          |                  |                  |                  |                  |                  |                  |                  |                  |  |  | Hầu tước của Sayn-Wittgenstein-Berleburg | Hầu tước của Sayn-Wittgenstein-Berleburg | Hầu tước của Sayn-Wittgenstein-Berleburg | Hầu tước của Sayn-Wittgenstein-Berleburg | Hầu tước của Sayn-Wittgenstein-Berleburg | Hầu tước của Sayn-Wittgenstein-Berleburg |                 |                 | Vương nữ Benedikte | Vương nữ Benedikte | Vương nữ Benedikte | Vương nữ Benedikte | Vương nữ Benedikte                                        | Vương nữ Benedikte                                        |                                                           |                                                           |                                                           |                                                           |               |               |                  |                  |                  |                  | Vua Konstantinos II của Hy Lạp | Vua Konstantinos II của Hy Lạp | Vua Konstantinos II của Hy Lạp | Vua Konstantinos II của Hy Lạp | Vua Konstantinos II của Hy Lạp | Vua Konstantinos II của Hy Lạp |                  |                  | Anne-Marie của Đan Mạch | Anne-Marie của Đan Mạch | Anne-Marie của Đan Mạch | Anne-Marie của Đan Mạch | Anne-Marie của Đan Mạch | Anne-Marie của Đan Mạch |                  |                  | Vương tôn nữ Elisabeth | Vương tôn nữ Elisabeth | Vương tôn nữ Elisabeth | Vương tôn nữ Elisabeth | Vương tôn nữ Elisabeth            | Vương tôn nữ Elisabeth            |                                   |                                   | Nữ Bá tước Inge của Rosenborg     | Nữ Bá tước Inge của Rosenborg     | Nữ Bá tước Inge của Rosenborg | Nữ Bá tước Inge của Rosenborg | Nữ Bá tước Inge của Rosenborg                    | Nữ Bá tước Inge của Rosenborg                    |                                                  |                                                  | Bá tước Ingolf của Rosenborg                     | Bá tước Ingolf của Rosenborg                     | Bá tước Ingolf của Rosenborg | Bá tước Ingolf của Rosenborg | Bá tước Ingolf của Rosenborg | Bá tước Ingolf của Rosenborg |  |  | Nữ Bá tước Sussie của Rosenborg | Nữ Bá tước Sussie của Rosenborg | Nữ Bá tước Sussie của Rosenborg | Nữ Bá tước Sussie của Rosenborg | Nữ Bá tước Sussie của Rosenborg | Nữ Bá tước Sussie của Rosenborg |  |  |
| Vương phu Henri         | Vương phu Henri         | Vương phu Henri         | Vương phu Henri         | Vương phu Henri         | Vương phu Henri         |                 |                 | Nữ vương          | Nữ vương          | Nữ vương          | Nữ vương          | Nữ vương          | Nữ vương          |                  |                  |                  |                  |                  |                  |                  |                  |  |  | Hầu tước của Sayn-Wittgenstein-Berleburg | Hầu tước của Sayn-Wittgenstein-Berleburg | Hầu tước của Sayn-Wittgenstein-Berleburg | Hầu tước của Sayn-Wittgenstein-Berleburg | Hầu tước của Sayn-Wittgenstein-Berleburg | Hầu tước của Sayn-Wittgenstein-Berleburg |                 |                 | Vương nữ Benedikte | Vương nữ Benedikte | Vương nữ Benedikte | Vương nữ Benedikte | Vương nữ Benedikte                                        | Vương nữ Benedikte                                        |                                                           |                                                           |                                                           |                                                           |               |               |                  |                  |                  |                  | Vua Konstantinos II của Hy Lạp | Vua Konstantinos II của Hy Lạp | Vua Konstantinos II của Hy Lạp | Vua Konstantinos II của Hy Lạp | Vua Konstantinos II của Hy Lạp | Vua Konstantinos II của Hy Lạp |                  |                  | Anne-Marie của Đan Mạch | Anne-Marie của Đan Mạch | Anne-Marie của Đan Mạch | Anne-Marie của Đan Mạch | Anne-Marie của Đan Mạch | Anne-Marie của Đan Mạch |                  |                  | Vương tôn nữ Elisabeth | Vương tôn nữ Elisabeth | Vương tôn nữ Elisabeth | Vương tôn nữ Elisabeth | Vương tôn nữ Elisabeth            | Vương tôn nữ Elisabeth            |                                   |                                   | Nữ Bá tước Inge của Rosenborg     | Nữ Bá tước Inge của Rosenborg     | Nữ Bá tước Inge của Rosenborg | Nữ Bá tước Inge của Rosenborg | Nữ Bá tước Inge của Rosenborg                    | Nữ Bá tước Inge của Rosenborg                    |                                                  |                                                  | Bá tước Ingolf của Rosenborg                     | Bá tước Ingolf của Rosenborg                     | Bá tước Ingolf của Rosenborg | Bá tước Ingolf của Rosenborg | Bá tước Ingolf của Rosenborg | Bá tước Ingolf của Rosenborg |  |  | Nữ Bá tước Sussie của Rosenborg | Nữ Bá tước Sussie của Rosenborg | Nữ Bá tước Sussie của Rosenborg | Nữ Bá tước Sussie của Rosenborg | Nữ Bá tước Sussie của Rosenborg | Nữ Bá tước Sussie của Rosenborg |  |  |
|                         |                         |                         |                         |                         |                         |                 |                 |                   |                   |                   |                   |                   |                   |                  |                  |                  |                  |                  |                  |                  |                  |  |  |                                          |                                          |                                          |                                          |                                          |                                          |                 |                 |                    |                    |                    |                    |                                                           |                                                           |                                                           |                                                           |                                                           |                                                           |               |               |                  |                  |                  |                  |                                |                                |                                |                                |                                |                                |                  |                  |                         |                         |                         |                         |                         |                         |                  |                  |                        |                        |                        |                        |                                   |                                   |                                   |                                   |                                   |                                   |                               |                               |                                                  |                                                  |                                                  |                                                  |                                                  |                                                  |                              |                              |                              |                              |  |  |                                 |                                 |                                 |                                 |                                 |                                 |  |  |
|                         |                         |                         |                         |                         |                         |                 |                 |                   |                   |                   |                   |                   |                   |                  |                  |                  |                  |                  |                  |                  |                  |  |  |                                          |                                          |                                          |                                          |                                          |                                          |                 |                 |                    |                    |                    |                    |                                                           |                                                           |                                                           |                                                           |                                                           |                                                           |               |               |                  |                  |                  |                  |                                |                                |                                |                                |                                |                                |                  |                  |                         |                         |                         |                         |                         |                         |                  |                  |                        |                        |                        |                        |                                   |                                   |                                   |                                   |                                   |                                   |                               |                               |                                                  |                                                  |                                                  |                                                  |                                                  |                                                  |                              |                              |                              |                              |  |  |                                 |                                 |                                 |                                 |                                 |                                 |  |  |
| Quốc vương Frederik X   | Quốc vương Frederik X   | Quốc vương Frederik X   | Quốc vương Frederik X   | Quốc vương Frederik X   | Quốc vương Frederik X   |                 |                 | Vương hậu Mary    | Vương hậu Mary    | Vương hậu Mary    | Vương hậu Mary    | Vương hậu Mary    | Vương hậu Mary    |                  |                  |                  |                  |                  |                  |                  |                  |  |  |                                          |                                          |                                          |                                          |                                          |                                          |                 |                 |                    |                    |                    |                    | Alexandra, Nữ Bá tước của Frederiksborg (ly hôn năm 2005) | Alexandra, Nữ Bá tước của Frederiksborg (ly hôn năm 2005) | Alexandra, Nữ Bá tước của Frederiksborg (ly hôn năm 2005) | Alexandra, Nữ Bá tước của Frederiksborg (ly hôn năm 2005) | Alexandra, Nữ Bá tước của Frederiksborg (ly hôn năm 2005) | Alexandra, Nữ Bá tước của Frederiksborg (ly hôn năm 2005) |               |               | Vương tử Joachim | Vương tử Joachim | Vương tử Joachim | Vương tử Joachim | Vương tử Joachim               | Vương tử Joachim               |                                |                                | Công nương Marie               | Công nương Marie               | Công nương Marie | Công nương Marie | Công nương Marie        | Công nương Marie        |                         |                         | Hoàng gia Hy Lạp        | Hoàng gia Hy Lạp        | Hoàng gia Hy Lạp | Hoàng gia Hy Lạp | Hoàng gia Hy Lạp       | Hoàng gia Hy Lạp       |                        |                        |                                   |                                   |                                   |                                   |                                   |                                   |                               |                               |                                                  |                                                  |                                                  |                                                  |                                                  |                                                  |                              |                              |                              |                              |  |  |                                 |                                 |                                 |                                 |                                 |                                 |  |  |
| Quốc vương Frederik X   | Quốc vương Frederik X   | Quốc vương Frederik X   | Quốc vương Frederik X   | Quốc vương Frederik X   | Quốc vương Frederik X   |                 |                 | Vương hậu Mary    | Vương hậu Mary    | Vương hậu Mary    | Vương hậu Mary    | Vương hậu Mary    | Vương hậu Mary    |                  |                  |                  |                  |                  |                  |                  |                  |  |  |                                          |                                          |                                          |                                          |                                          |                                          |                 |                 |                    |                    |                    |                    | Alexandra, Nữ Bá tước của Frederiksborg (ly hôn năm 2005) | Alexandra, Nữ Bá tước của Frederiksborg (ly hôn năm 2005) | Alexandra, Nữ Bá tước của Frederiksborg (ly hôn năm 2005) | Alexandra, Nữ Bá tước của Frederiksborg (ly hôn năm 2005) | Alexandra, Nữ Bá tước của Frederiksborg (ly hôn năm 2005) | Alexandra, Nữ Bá tước của Frederiksborg (ly hôn năm 2005) |               |               | Vương tử Joachim | Vương tử Joachim | Vương tử Joachim | Vương tử Joachim | Vương tử Joachim               | Vương tử Joachim               |                                |                                | Công nương Marie               | Công nương Marie               | Công nương Marie | Công nương Marie | Công nương Marie        | Công nương Marie        |                         |                         | Hoàng gia Hy Lạp        | Hoàng gia Hy Lạp        | Hoàng gia Hy Lạp | Hoàng gia Hy Lạp | Hoàng gia Hy Lạp       | Hoàng gia Hy Lạp       |                        |                        |                                   |                                   |                                   |                                   |                                   |                                   |                               |                               |                                                  |                                                  |                                                  |                                                  |                                                  |                                                  |                              |                              |                              |                              |  |  |                                 |                                 |                                 |                                 |                                 |                                 |  |  |
|                         |                         |                         |                         |                         |                         |                 |                 |                   |                   |                   |                   |                   |                   |                  |                  |                  |                  |                  |                  |                  |                  |  |  |                                          |                                          |                                          |                                          |                                          |                                          |                 |                 |                    |                    |                    |                    |                                                           |                                                           |                                                           |                                                           |                                                           |                                                           |               |               |                  |                  |                  |                  |                                |                                |                                |                                |                                |                                |                  |                  |                         |                         |                         |                         |                         |                         |                  |                  |                        |                        |                        |                        |                                   |                                   |                                   |                                   |                                   |                                   |                               |                               |                                                  |                                                  |                                                  |                                                  |                                                  |                                                  |                              |                              |                              |                              |  |  |                                 |                                 |                                 |                                 |                                 |                                 |  |  |
|                         |                         |                         |                         |                         |                         |                 |                 |                   |                   |                   |                   |                   |                   |                  |                  |                  |                  |                  |                  |                  |                  |  |  |                                          |                                          |                                          |                                          |                                          |                                          |                 |                 |                    |                    |                    |                    |                                                           |                                                           |                                                           |                                                           |                                                           |                                                           |               |               |                  |                  |                  |                  |                                |                                |                                |                                |                                |                                |                  |                  |                         |                         |                         |                         |                         |                         |                  |                  |                        |                        |                        |                        |                                   |                                   |                                   |                                   |                                   |                                   |                               |                               |                                                  |                                                  |                                                  |                                                  |                                                  |                                                  |                              |                              |                              |                              |  |  |                                 |                                 |                                 |                                 |                                 |                                 |  |  |
| Vương thái tử Christian | Vương thái tử Christian | Vương thái tử Christian | Vương thái tử Christian | Vương thái tử Christian | Vương thái tử Christian |                 |                 | Vương nữ Isabella | Vương nữ Isabella | Vương nữ Isabella | Vương nữ Isabella | Vương nữ Isabella | Vương nữ Isabella |                  |                  | Vương tử Vincent | Vương tử Vincent | Vương tử Vincent | Vương tử Vincent | Vương tử Vincent | Vương tử Vincent |  |  | Vương nữ Josephine                       | Vương nữ Josephine                       | Vương nữ Josephine                       | Vương nữ Josephine                       | Vương nữ Josephine                       | Vương nữ Josephine                       |                 |                 | Bá tước Nikolai    | Bá tước Nikolai    | Bá tước Nikolai    | Bá tước Nikolai    | Bá tước Nikolai                                           | Bá tước Nikolai                                           |                                                           |                                                           | Bá tước Felix                                             | Bá tước Felix                                             | Bá tước Felix | Bá tước Felix | Bá tước Felix    | Bá tước Felix    |                  |                  | Bá tước Henrik                 | Bá tước Henrik                 | Bá tước Henrik                 | Bá tước Henrik                 | Bá tước Henrik                 | Bá tước Henrik                 |                  |                  | Nữ Bá tước Athena       | Nữ Bá tước Athena       | Nữ Bá tước Athena       | Nữ Bá tước Athena       | Nữ Bá tước Athena       | Nữ Bá tước Athena       |                  |                  |                        |                        |                        |                        |                                   |                                   |                                   |                                   |                                   |                                   |                               |                               |                                                  |                                                  |                                                  |                                                  |                                                  |                                                  |                              |                              |                              |                              |  |  |                                 |                                 |                                 |                                 |                                 |                                 |  |  |

## Dòng kế vị ngai vàng

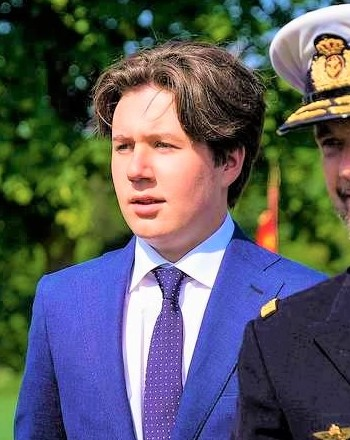
Vương thái tử Christian hiện đang đứng đầu trong danh sách kế vị ngai vàng vương thất Đan Mạch.

Đạo luật đầu tiên xác lập chế độ quân chủ cha truyền con nối tại Vương quốc Đan Mạch là Luật Kongeloven (hay còn gọi là Luật Lex Regia), có hiệu lực từ ngày 14 tháng 11 năm 1665 và được công bố rộng rãi vào năm 1709. Đạo luật này quy định những người được kế vị ngai vàng của Vương quốc Đan Mạch phải là những hậu duệ hợp pháp của Vua Frederik III của Đan Mạch, và danh sách kế vị ngai vàng sẽ được lập nên dựa trên Đạo luật Salic. Theo Đạo luật Salic, ngai vàng sẽ được truyền cho người kế vị được chọn ra giữa các con của nhà quân chủ theo thứ tự nam đứng trước nữ; giữa các anh chị em theo thứ tự lớn trước nhỏ sau; và giữa các hậu duệ thay thế dòng xa của Vua Frederik III theo thứ tự dòng họ lớn trước, dòng họ nhỏ sau. Những hậu duệ nữ dòng nam của Quốc vương sẽ có quyền được kế vị ngai vàng nếu như triều đại đó không còn hậu duệ nam nào có quyền hợp pháp để kế vị. Ở các công quốc như Schleswig (thái ấp của Đan Mạch), Holstein và Lauenburg (thái ấp của Đức) – nơi mà Quốc vương Đan Mạch cai trị với tư cách là Công tước – thì Đạo luật Salic vẫn được tôn trọng và áp dụng, nhưng duy nhất chỉ có các hậu duệ nam của Quốc vương mới được quyền kế vị ngai vàng.
Điểm khác biệt này đã gây ra nhiều rắc rối khi Vua Frederik VII của Đan Mạch không có người nối dõi, từ đó dẫn đến sự khác nhau về người sẽ kế vị ngai vàng Vương quốc Đan Mạch và người sẽ kế vị ngai vàng của các công quốc. Điều này cũng có nghĩa là người sẽ trở thành Quốc vương mới của Đan Mạch sẽ không thể trở thành Công tước mới của Schleswig, Holstein hay Lauenburg. Do đó, để thống nhất, Nghị định thư Luân Đôn đã được ban hành vào năm 1852 nhằm đưa ra các sửa đổi về luật kế vị của các công quốc ở lưu vực sông Elbe. Theo đó, Công tử Christian của Schleswig-Holstein-Sonderburg-Glücksburg sẽ trở thành người kế vị ngai vàng của Vương quốc Đan Mạch cũng như của các công quốc Schleswig, Holstein và Lauenburg, mặc dù ông không phải là con trai của Đức vua tiền nhiệm.
Các sửa đổi trên vẫn còn có hiệu lực đến hàng trăm năm sau, cho đến khi Đạo luật Salic được sửa đổi năm 1953 quy định về quyền ưu tiên kế vị dành cho nam giới (nghĩa là nữ giới sẽ chỉ có quyền được kế vị ngai vàng khi họ không có anh em trai). Năm 2009, những quy định về luật kế vị lại một lần nữa được sửa đổi, theo đó, các vương nữ sẽ được xếp trước các em trai của mình trong danh sách kế vị. Tuy nhiên, điều này cũng không làm thay đổi danh sách kế vị cho đến khi vương tôn Vincent được sinh ra. Dưới đây là danh sách kế vị hiện tại của Vương thất Đan Mạch:
1. Vương thái tử Christian
2. Vương nữ Isabella
3. Vương tử Vincent
4. Vương nữ Josephine
5. Vương tử Joachim
6. Bá tước Nikolai
7. Bá tước Felix
8. Bá tước Henrik
9. Nữ Bá tước Athena
10. Vương nữ Benedikte

## Đặc quyền và hạn chế
Năm 1660, sau khi Đan Mạch chuyển đổi chế độ quân chủ từ tuyển chọn (theo lý thuyết, mặc dù từ năm 1448, ngai vàng đã được truyền cho con trai trưởng của dòng họ Oldenburg) sang kế vị, Kongelov (tiếng Đan Mạch nghĩa là Đạo luật Vương thất) đã thiết lập nên triều đại trị vì của Vua Frederik III và các hậu duệ của ông. Tuy nhiên, sau đó, tất cả các điều khoản của Đạo Luật này (ngoại trừ Điều 21 và 25) đều dần bị huỷ bỏ do quá trình sửa đổi và bổ sung các Hiến pháp năm 1849, 1853 và 1953.
Điều 21 quy định, "Không Vương tử nào đang cư ngụ trong Vương quốc và vùng lãnh thổ được quyền kết hôn, hoặc rời khỏi quốc gia, hoặc làm việc cho các công ty nước ngoài mà không có sự cho phép của Đức vua". Theo điều khoản này thì các Vương tử Đan Mạch đang cư ngụ ở các Vương quốc khác dưới sự cho phép đặc biệt của thành viên Hoàng gia Đan Mạch (bao gồm cả các thành viên hoàng gia của Hy Lạp, Na Uy và Anh) sẽ không bị tước đi danh hiệu hoàng tộc ở Đan Mạch, cũng như không cần xin phép Đức vua trước khi đi du lịch nước ngoài hoặc khi kết hôn; mặc dù từ năm 1950, các thành viên hoàng gia không thuộc dòng nam của Vua Christian IX đã không còn được xếp trong danh sách kế vị ngai vàng hoàng gia Đan Mạch. Tuy nhiên, những ai hiện đang cư ngụ bên trong Vương quốc Đan Mạch và các vùng lãnh thổ đều vẫn phải nhận được sự đồng ý của Đức vua trước khi ra nước ngoài hoặc kết hôn.
Điều 25 của Kongelov quy định những điều luật nhằm tôn trọng các thành viên của triều đại hoàng gia: "Họ có quyền không trả lời với bất cứ quan tòa nào, người đầu tiên và cuối cùng đưa ra phán xét cho họ sẽ là Đức vua hoặc bất cứ ai mà Đức vua chỉ định."